# Argyria lucidella
Argyria lucidella là một loài bướm đêm trong họ Crambidae.